# 羅萬程
羅萬程（1556年—？），字時騰，號鵬雲，江西建昌府廣昌縣人，民籍，明朝政治人物。

## 生平
萬曆四年（1576年）丙子科江西鄉試第八十九名，萬曆八年（1580年）庚辰科會試第五十九名，登三甲第二百二十三名進士。兵部觀政，九年授福清县知县。十五年行取考选，十六年四月选授刑科給事中，十七年二月升广东按察司佥事提督学政，造士有法，人稱之曰羅夫子。二十年升参议，二十一年升湖广副使、苏松兵备。著有《青瑣遺編》 。

## 家族
曾祖羅廷；祖父羅憲；父羅良俊，曾任縣主簿。母賴氏；前母何氏。